# UNITER 1996-1997
Ediția a VI-a a Premiilor UNITER a avut loc în 1997 la Teatrul Național din București.

## Nominalizări și câștigători

### Cea mai bună piesă românească a anului 1996
- Capricii de Olga Delia Mateescu – reprezentată la Teatrul Național Iași[1]